# Kaylor (Dakota Południowa)
Kaylor – jednostka osadnicza w Stanach Zjednoczonych, w stanie Dakota Południowa, w hrabstwie Hutchinson.